# Телесто (спутник)
Телесто (лат. Telesto, греч. Τελεστώ) (первоначально S/1980 S13) — малый спутник Сатурна. Назван именем одной из океанид в греческой мифологии. Открыт 8 апреля 1980 года учёными Смитом, Рейтзема, Ларсоном и Фонтейном. Телесто наряду с ещё одним спутником Калипсо находится на коорбитальной орбите другого спутника Сатурна Тефии, только Телесто, находясь в точке Лагранжа L4, опережает Тефию, а Калипсо, наоборот, отстаёт на 60°.

## Физические характеристики
Поверхность Телесто покрыта мощным слоем мелкодисперсного ледяного материала, сглаживающего очертания мелких кратеров и других деталей рельефа.